# Gouvernement Miettunen III
 (février 2024).
Si vous disposez d'ouvrages ou d'articles de référence ou si vous connaissez des sites web de qualité traitant du thème abordé ici, merci de compléter l'article en donnant les références utiles à sa vérifiabilité et en les liant à la section « Notes et références ».
République de Finlande
Miettunen II  Sorsa II
Le gouvernement Miettunen III est le 59ème gouvernement de la République de Finlande,.
Le gouvernement a siégé 229 jours du 29 septembre 1976 au 15 mai 1977. 
Le Premier ministre est Martti Miettunen. 

## Composition
Le gouvernement est composé des ministres suivants:
| Fonction                                       | Titulaire | Titulaire           | Parti |
| ---------------------------------------------- | --------- | ------------------- | ----- |
| Premier ministre                               |           | Martti Miettunen    | Kesk  |
| Vice-Premier ministre                          |           | Ahti Karjalainen    | Kesk  |
| Ministre des Affaires étrangères               |           | Keijo Korhonen      | Kesk  |
| Vice-ministre des Affaires étrangères          |           | Carl Göran Aminoff  | RKP   |
| Ministre de la Justice                         |           | Kristian Gestrin    | RKP   |
| Ministre de l'Intérieur                        |           | Eino Uusitalo       | Kesk  |
| Ministre de la Défense                         |           | Seppo Westerlund    | LKP   |
| Ministre des Finances                          |           | Esko Rekola         | Sans  |
| Vice-ministre des Finances                     |           | Jouko Loikkanen     | Kesk  |
| Ministre de l'Éducation                        |           | Marjatta Väänänen   | Kesk  |
| Ministre de l'Agriculture et des Forêts        |           | Johannes Virolainen | Kesk  |
| Ministre des Transports et des Travaux publics |           | Ragnar Granvik      | RKP   |
| Ministre du Commerce et de l'Industrie         |           | Arne Berner         | LKP   |
| Ministre des Affaires sociales                 |           | Irma Toivanen       | LKP   |
| Vice-ministre des Affaires sociales            |           | Orvokki Kangas      | Kesk  |
| Ministre de l'Emploi                           |           | Paavo Väyrynen      | Kesk  |